# Второе послание Петра
Второе послание Петра, полное название Второе соборное послание святого апостола Петра (др.-греч. Β΄ Ἐπιστολὴ Πέτρου, лат. Epistula II Petri) — книга Нового Завета.
О 2-м послании Петра упоминает Евсевий Кесарийский в Церковной истории, однако не считает его подлинным.

## История
Происхождение второго послания Петра вызывало гораздо больше споров, чем Первое послание. Это послание не имело широкого распространения, хотя упоминалось в святоотеческой литературе. Согласно традиционной версии, оно написано апостолом Петром в последние годы жизни в заключении в Риме, в 66 — 67 году. В послании есть прямое указание на ожидание грядущей смерти.

Зная, что скоро должен оставить храмину мою, как и Господь наш Иисус Христос открыл мне.
Буду же стараться, чтобы вы и после моего отшествия всегда приводили это на память.
— 2Петр. 1:14, 15
Альтернативные версии происхождения послания, подвергающие сомнению авторство Петра, указывают на отличие стиля второго послания от первого, на упоминания о письмах Павла к разным церквям, которые получили массовое распространение в христианской среде уже после смерти апостола Петра и т. д. Согласно этим версиям послание было написано после 70 года неизвестным автором, поставившим имя апостола Петра в заголовок послания для придания ему большей авторитетности.

## Основные темы
- Приветствие (1:1, 2),
- Добродетельная жизнь (1:3—12),
- Предчувствие скорой кончины (1:13—15),
- Благовестие очевидца и пророчества (1:16—21),
- О лжепророках и лжеучителях (глава 2),
- Второе пришествие и кончина мира (3:1—17),
- Заключение (3:18).